# Saragossa (okręg)
Saragossa (hiszp. Zaragoza) – comarca (powiat) w Hiszpanii, w Aragonii, w prowincji Saragossa. 

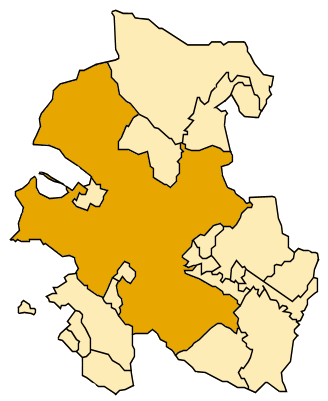
Miasto Saragossa na mapie comarki Saragossa

Ma charakter obszaru metropolitalnego, którego główną jednostką jest miasto Saragossa. Comarca zajmuje 2292 km², z czego niemal połowa (1059 km²) to powierzchnia miasta Saragossa. 
W mieście tym mieszka 674 tys. osób, tj. niemal 90% wszystkich mieszkańców comarki. 

## Gminy
W skład comarki wchodzą gminy: 
- Alfajarín
- Botorrita
- El Burgo de Ebro
- Cadrete
- Cuarte de Huerva
- Fuentes de Ebro
- Jaulín
- María de Huerva
- Mediana de Aragón
- Mozota
- Nuez de Ebro
- Osera de Ebro
- Pastriz
- La Puebla de Alfindén
- San Mateo de Gállego
- Saragossa
- Utebo
- Villafranca de Ebro
- Villamayor de Gállego
- Villanueva de Gállego
- Zuera